# 扬村
扬村（法語：Yens）是瑞士联邦西部法语区的沃州下设的一个镇。在行政上属于莫尔日区管辖。扬村的总面积为9.51平方公里。截至2010年底，总人口为1,068。